# Lake Helen (Florida)
Lake Helen is een plaats (city) in de Amerikaanse staat Florida, en valt bestuurlijk gezien onder Volusia County.

## Demografie
Bij de volkstelling in 2000 werd het aantal inwoners vastgesteld op 2743.
In 2006 is het aantal inwoners door het United States Census Bureau geschat op 2790, een stijging van 47 (1.7%).

## Geografie
Volgens het United States Census Bureau beslaat de plaats een oppervlakte van
11,2 km², waarvan 10,9 km² land en 0,3 km² water. Lake Helen ligt op ongeveer 21 m boven zeeniveau.

## Plaatsen in de nabije omgeving
De onderstaande figuur toont nabijgelegen plaatsen in een straal van 16 km rond Lake Helen.